# Susan Roman
Susan Roman est une actrice canadienne née le 17 avril 1957 à Edmonton (Canada).

## Filmographie
- 1977 : Rage (Rabid) : Mindy Kent
- 1977 : The Newcomers (série télévisée) : (segment '1927')
- 1978 : The Stowaway (Film pour la TV 1h)
- 1979 : Flappers (série télévisée) : May
- 1981 : Métal hurlant (Heavy Metal) : Girl / Satellite (voix)
- 1983 : Strawberry Shortcake: Housewarming Surprise (voix)
- 1983 : Rock & Rule : Angel (voix)
- 1984 : Strawberry Shortcake Meets the Berrykins : Berry Princess / Peach Blush / Peach Berrykin (voix)
- 1984 : Special People (TV) : Annie
- 1985 : Les Bisounours: le film (The Care Bears Movie) : Groschampion (voix)
- 1985 : Les Bisounours ("The Care Bears") (série télévisée) : Champ Bear (voix)
- 1987 : Starcom: The U.S. Space Force (série télévisée) : Lt. Kelsey Carver (Starbase Command) (voix)
- 1987 : Maxie's World (série télévisée) : Ashley
- 1985 : The Raccoons (série télévisée) : Melissa Raccoon (1987-1991) (voix)
- 1988 : RoboCop (série télévisée) : Voices (voix)
- 1989 : Strawberry Shortcake Meets the Berry Princess : Berry Princess
- 1990 : Les Aventures de Tintin ("The Adventures of Tintin") (série télévisée) : Snowy / Milou (French version) (voix)
- 1990 : Sanity Clause (TV)
- 1990 : The Nutcracker Prince : Mouse / Mrs. Miller / Guest #1 / Doll / Spectator (voix)
- 1991 : Hammerman (série télévisée) : Hammerman's Would-Be Girlfriend (voix)
- 1991 : Love & Murder : Elizabeth Mazzoula (voix)
- 1993 : The Incredible Crash Dummies (TV) : Computer Voice
- 1993 : Cadillacs et Dinosaures (Cadillacs and Dinosaurs) (série télévisée) : Hannah Dundee (voix)
- 1994 : RoboCop: The Animated Series (série télévisée) : Sgt. Ann Lewis (voix)
- 1994 : Bishôjo senshi Sailor Moon S: The Movie : Lita - Sailor Jupiter (voix)
- 1996 : Ace Ventura détective ("Ace Ventura: Pet Detective") (série télévisée) : Additional Voices (voix)
- 1996 : Monster by Mistake (série télévisée) : Freddy / Connor (voix)
- 1998 : Birdz (série télévisée) : Eddie Storkowitz (voix)
- 1999 : Redwall ("Redwall") (série télévisée) : Jess (voix)
- 2000 : Mattimeo: A Tale of Redwall (série télévisée) : Jess / Rosyqueen Stump (voix)
- 2000 : Thomas and the Magic Railroad de  Britt Allcroft (en) : James (voix)
- 2001 : Médabots ("Medabots") (série télévisée) : Natalie (voix)
- 2002 : Little People: Big Discoveries (série télévisée) : Eddie, Sarah Lynn (voix)
- 2002 : Beyblade ("Bakuten shoot beyblade") (série télévisée) : Oliver / Judy / Antonio / Frankie (voix)
- 2004 : Les Bisounours au royaume des Rigolos (Care Bears: Journey to Joke-a-lot) (vidéo) : Grosveinard
- 2005 : Harry and His Bucket Full of Dinosaurs (série télévisée) : Mom, Baby Chick (voix)
- 2005 : À vos souhaits les Calinours! (vidéo) : Grosveinard (voix)
- 2007 : Barbie Princesse de l'île merveilleuse (vidéo) : Tika (voix)
- 2022 : Mon grand grand ami : le film : Yuri's Mother (voix)